# Valle de Valdelucio
Valle de Valdelucio es la denominación de una comarca natural y de un municipio situados en la provincia de Burgos, en la comunidad autónoma de Castilla y León (España), comarca de Páramos, partido judicial de Burgos. La cabecera del ayuntamiento es Quintanas. Desde 2017, el municipio se encuentra incluido en el Geoparque Las Loras, el primer geoparque de la Unesco en Castilla y León.

## Geografía
Tiene un área de 96,04 km² con una población de 328 habitantes (INE 2024) y una densidad de 3,42 hab/km².
Agrupación administrativa con los municipios de Rebolledo de la Torre y Humada.

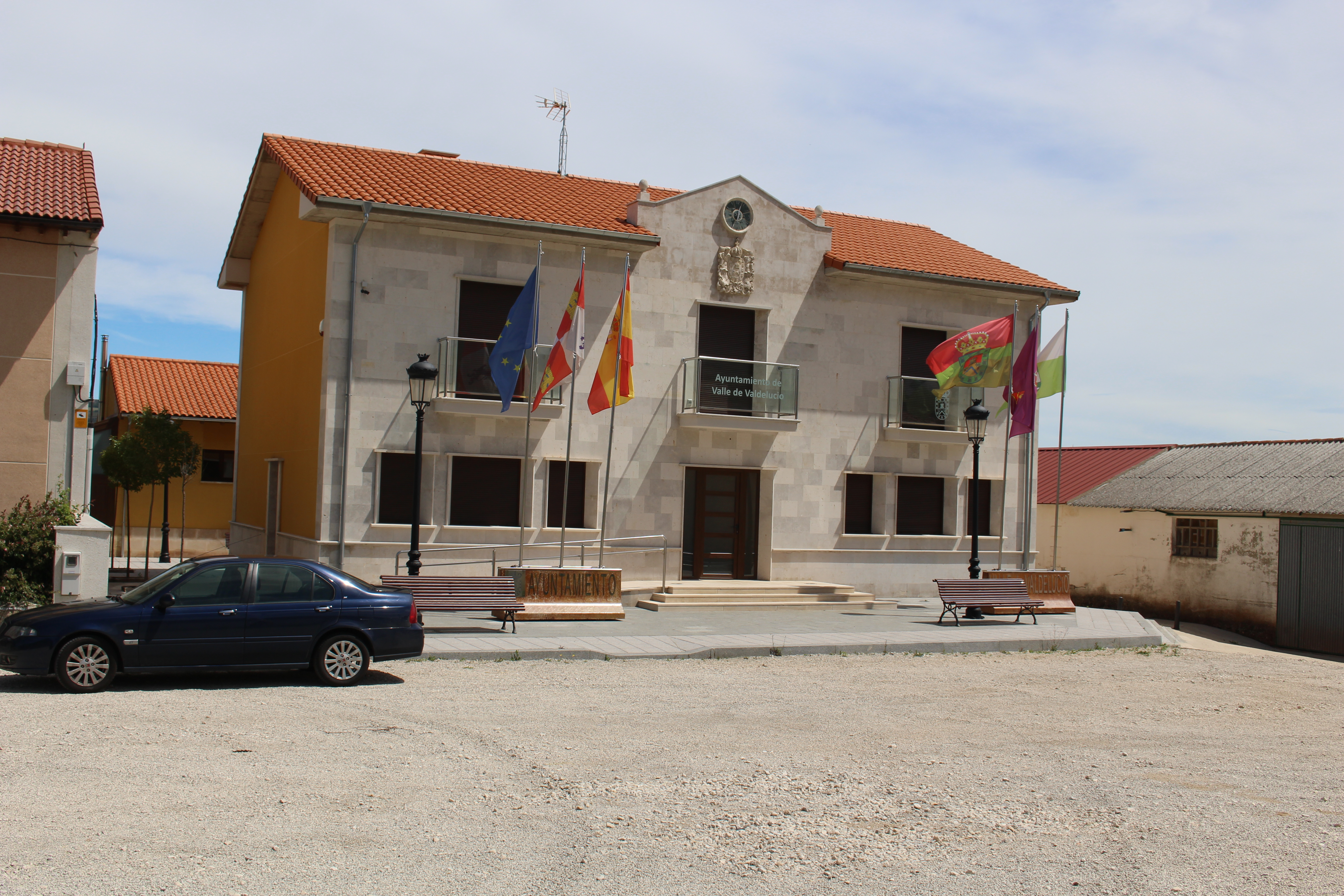
Ayuntamiento

### Núcleos de población
Quintanas es la capital del municipio, que cuenta además con los siguientes núcleos de población que no constituyen pedanía:
- Barrio-Lucio, población diseminada a 4 km de la capital, con 4 habitantes en 2004.
- Mundilla, población diseminada a 8 km de la capital.
- Paúl, a 3 km de la capital.
- Llanillo, a 5 km de la capital.

El municipio se encuentra dividido en diez entidades locales menores, reseñadas en sus respectivos artículos, son:
- Corralejo
- Escuderos
- Fuencaliente de Lucio
- Llanillo, que incluye a Mundilla.
- Pedrosa de Valdelucio
- Quintanas de Valdelucio
- Renedo de La Escalera
- La Riba de Valdelucio, que incluye Barrio-Lucio.
- Solanas de Valdelucio
- Villaescobedo

### Naturaleza
Hayedos y aves rapaces.
Original espacio geográfico vertebrado a lo largo del valle formado por el río Lucio, rico en patata de siembra, pero mucho más por el color de sus paisajes y en el silencio de sus colinas. Presenta unos singulares límites geográficos constituidos por las parameras de La Lora, al norte, y los abruptos relieves de Peña Lora, al sur.
Destacan sus relictos hayedos y una variada colonia de rapaces y su territorio está repartido entre la vertiente mediterránea a través del Valle del Rudrón, Ebro y de vertiente atlántica Duero.

## Demografía
Valle de Valdelucio cuenta con una población de 328 habitantes (INE 2024).
| Gráfica de evolución demográfica de Valle de Valdelucio entre 1842 y 2021 |
| |
| Población de derecho según los censos de población del INE. Población de hecho según los censos de población del INE.En este censo se denominaba Quintanas de Valdelucio: 1842. |

| 1842 |  | 1857 |  | 1860 |  | 1877 |  | 1887 |  | 1897 |  | 1900 |  | 1910 |  | 1920 |  | 1930 |  | 1940 |  | 1950 |  | 1960 |  | 1970 |  | 1981 |  | 1991 |  | 2001 |
| ---- |  | ---- |  | ---- |  | ---- |  | ---- |  | ---- |  | ---- |  | ---- |  | ---- |  | ---- |  | ---- |  | ---- |  | ---- |  | ---- |  | ---- |  | ---- |  | ---- |
| 344  |  | 1166 |  | 1159 |  | 1187 |  | 1374 |  | 1271 |  | 1282 |  | 1378 |  | 1402 |  | 1473 |  | 1554 |  | 1576 |  | 1318 |  | 822  |  | 482  |  | 368  |  | 352  |

| 1991 |  | 1996 |  | 2001 |  | 2004 |  | 2007 |
| ---- |  | ---- |  | ---- |  | ---- |  | ---- |
| 432  |  | 388  |  | 352  |  | 350  |  | 357  |

## Historia
Al final del Antiguo Régimen y tras la abolición de los señoríos se procede a la reforma de las instituciones municipales. Algunos lugares de este municipio formaban parte de la Cuadrilla de Valdelucio en el Partido de Villadiego, uno de los catorce que formaban la Intendencia de Burgos, durante el periodo comprendido entre 1785 y 1833, en el Censo de Floridablanca de 1787. Eran nueve: Corralejo, Fuencaliente, Llanillo, Mundilla, Paúl, Pedrosa, Renedo, Quintanas, Solanas y Villaescobedo. En el municipio constitucional se integran además otros tres lugares: Barrilucio, Escuderos y La Riba que pertenecían a la Jurisdicción de Villadiego. Todos estos lugares bajo jurisdicción de señorío, regidos por alcalde pedáneo, siendo su titular el duque de Frías.
A la caída del Antiguo Régimen se constituye en ayuntamiento constitucional, en el Partido de Villadiego, denominado Quintanas de Valdelucio y perteneciente a la región de Castilla la Vieja, formado por 13 entidades, a saber: Barrio-Lucio, Corralejo, Escuderos, Fuencaliente, Llanillo, Mundilla, Paúl, Pedrosa de Arcellares, Renedo, Solanas, Villaescobedo y La Riba, eran anejos de Quintanas de Valdelucio. En el censo de la matrícula catastral contaba con 121 hogares y 344 vecinos. Ha mantenido su composición hasta el día de hoy.

## Monumentos y lugares de interés
Destaca la casa de los Porras y la ermita gótica de Nuestra Señora de La Vega, patrona de Valdelucio, en Pedrosa de Arcellares; iglesia moderna en Llanillo y renacentista en Quintanas. 